# Prosaurolophus
Il prosaurolofo (gen. Prosaurolophus) è un dinosauro erbivoro vissuto nel Cretaceo superiore (Campaniano, circa 78 milioni di anni fa) in Nordamerica.

## Una cresta piramidale

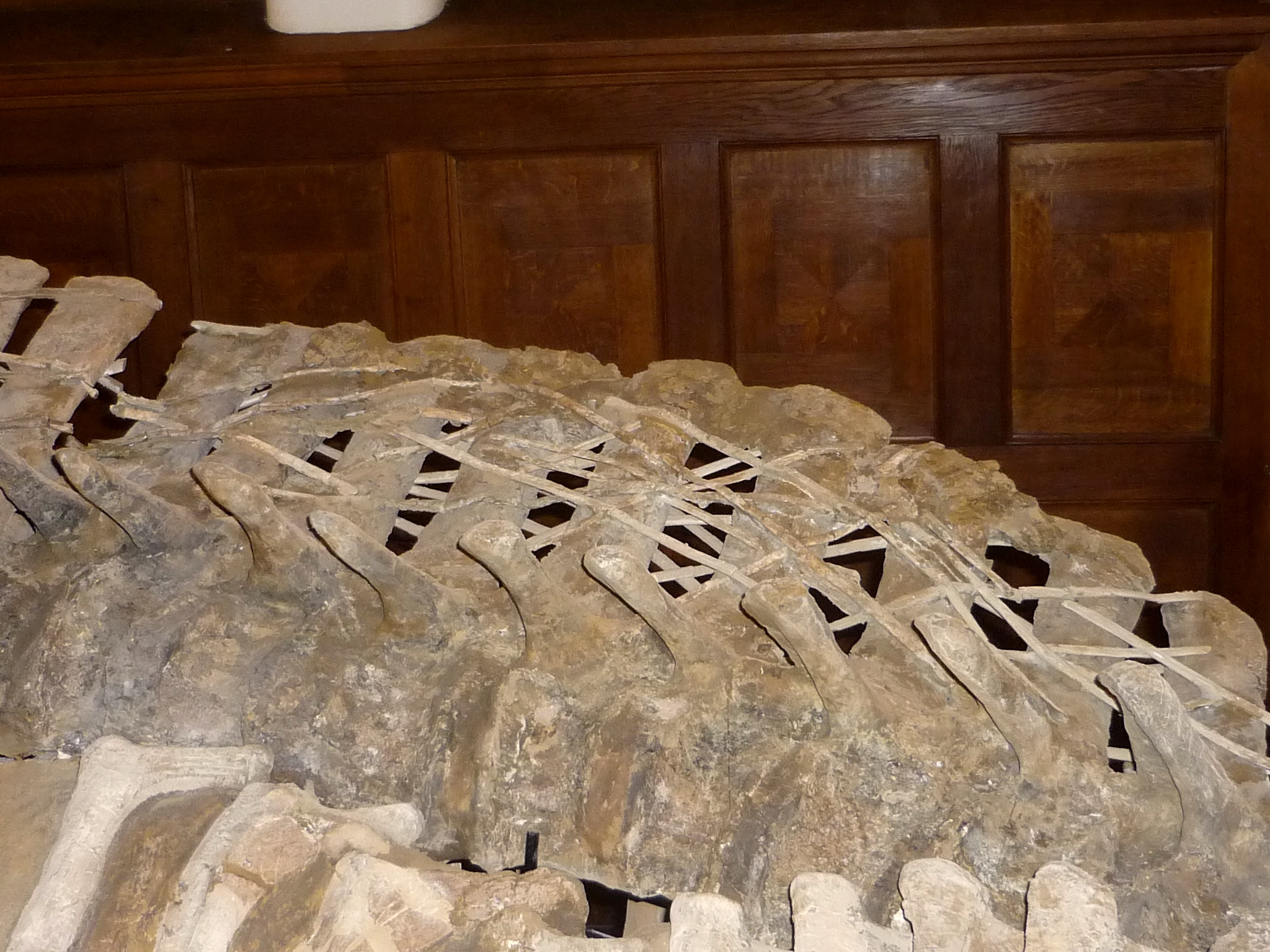
Prosaurolophus maximus: dettaglio della spina dorsale mostrante le vertebre e i tendini ossificati

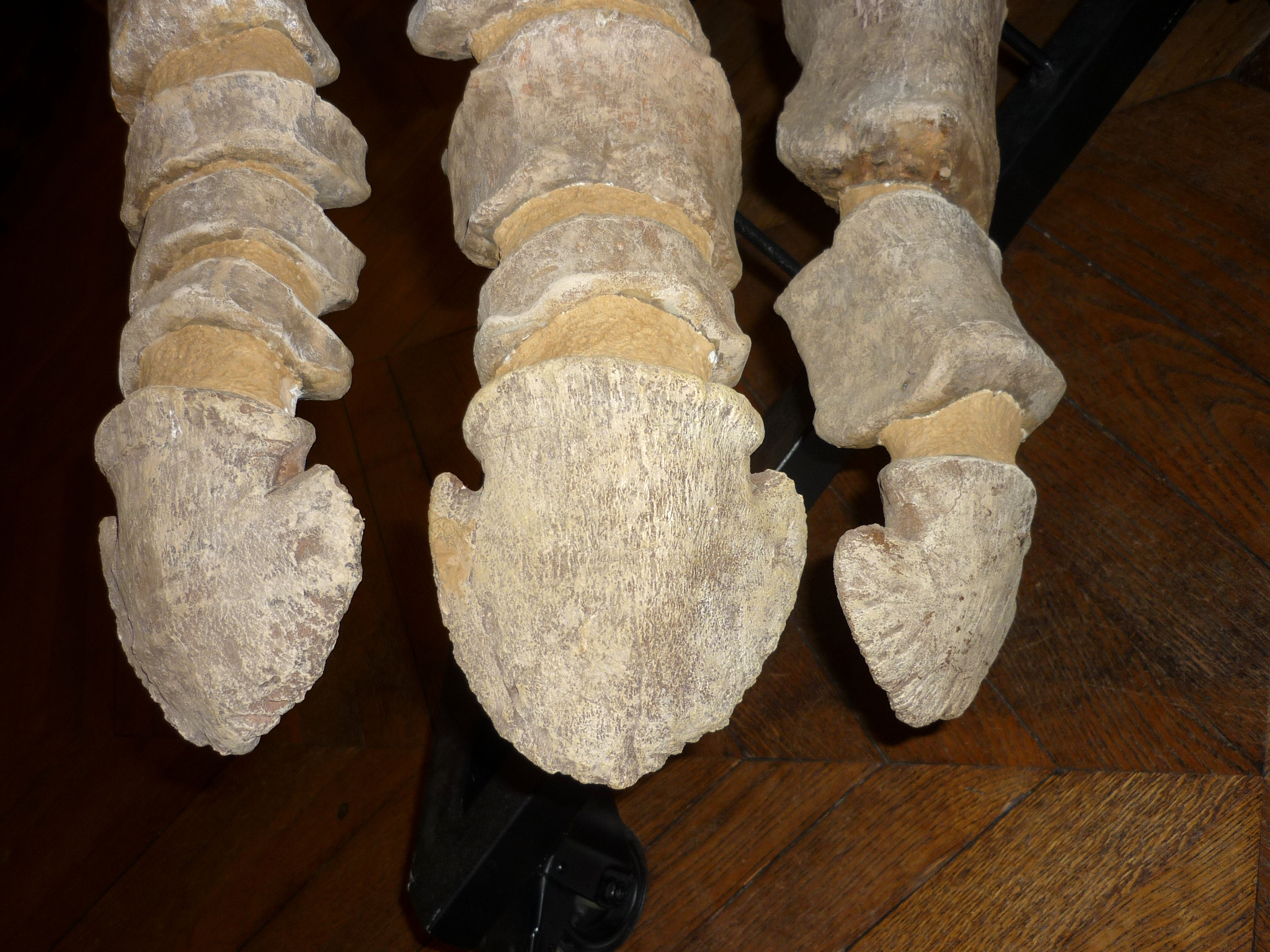
Dettaglio ossa della zampa posteriore

Descritto per la prima volta da Barnum Brown nel 1916, questo grande dinosauro a becco d'anatra era un animale piuttosto comune nelle pianure del Nordamerica occidentale. La caratteristica principale, che lo distingueva dalle altre forme del gruppo, era una sorta di piccola piramide ossea posta proprio tra gli occhi. Tale struttura serviva forse da segnale di riconoscimento intraspecifico. Come tutti gli adrosauridi, anche il prosaurolofo era un erbivoro abituato a spostarsi sulle quattro zampe, ma che in caso di necessità poteva compiere veloci corse sulle zampe posteriori. La specie tipo, P. maximus, è conosciuta attraverso i resti più o meno completi di oltre trenta individui di varie età, compresi i giovani. Probabilmente questa specie si spostava in branchi per le pianure, emettendo forti richiami per mantenere il contatto fra i vari individui. Una specie molto simile, P. blackfeetensis, è stata descritta nel 1992.

## Parentele
Il prosaurolofo è stato spesso considerato il diretto antenato di Saurolophus; la somiglianza tra i crani dei due animali, in effetti, è notevole; la cresta piramidale è stata considerata una sorta di "abbozzo" della successiva cresta allungata ll'indietro presente in Saurolophus. Recentemente, però, si ritiene che Prosaurolophus possa essere più strettamente imparentato con Gryposaurus, dotato di un "arco" nasale.